# Chủ nhà Giải vô địch bóng đá thế giới

Biểu trưng của FIFA

Bản đồ của các chủ nhà trận chung kết Giải vô địch bóng đá thế giới, 1930–2014. Màu xanh lá đậm: hai lần; màu xanh lá thường: một lần; màu xanh lục nhạt: được kế hoạch cho đến năm 2022

18 quốc gia đã vinh dự được lưạ chọn để trở thành chủ nhà của 22 kỳ World Cup từ năm 1930 tới nay.
Quyết định tổ chức cúp thế giới lần đầu tiên ở Uruguay, chỉ có bốn quốc gia châu Âu tham dự giải đấu năm đó. Hai kỳ World Cup tiếp theo đều được tổ chức ở châu Âu. Quyết định tổ chức World Cup 1938 ở Pháp đã gây tranh cãi vì những quốc gia Nam Mỹ đã tin rằng việc đăng cai World Cup sẽ được xoay vòng giữa hai châu lục.
Cả hai đội tuyển Argentina và Uruguay đều đã tẩy chay giải đấu năm 1938. Giải đấu đầu tiên sau Thế Chiến II, được tổ chức ở Brasil vào năm 1950, đã có ba đội rút lui vì vấn đề tài chính hoặc bất đồng với tổ chức.
Để tránh bất cứ sự tẩy chay hay sự tranh cãi nào giữa các liên đoàn, FIFA đã bắt đầu một mô hình đăng cai World Cup luân phiên giữa châu Mỹ và châu Âu, mà vẫn tiếp tục cho đến khi World Cup 2002 lần đầu được tổ chức ở châu Á. Việc bỏ phiếu chọn nước chủ nhà sẽ được thực hiện khoảng bảy năm trước của giải đấu, mặc dù công tác chọn chủ nhà cho giải đấu năm 2022 đã được chọn cùng một lúc với giải đấu năm 2018.
Chỉ có Mexico, Ý, Pháp, Đức (Tây Đức trước World Cup 1990) và Brasil đã tổ chức sự kiện này hai lần. Chỉ có duy nhất World Cup 2002 đã có nhiều hơn một chủ nhà, khi giải đấu được tổ chức ở cả hai nước Nhật Bản và Hàn Quốc.
Với việc 3 quốc gia Bắc Mỹ Canada–Mexico–Hoa Kỳ được lựa chọn để tổ chức World Cup 2026, giải đấu này sẽ trở thành kỳ World Cup đầu tiên được tổ chức tại hơn hai quốc gia. Mexico sẽ trở thành đất nước đầu tiên đăng cai 3 kì World Cup.

## Danh sách các chủ nhà
| Năm  | Chủ nhà                                      | Khu vực                                      | Vô địch                                      |
| ---- | -------------------------------------------- | -------------------------------------------- | -------------------------------------------- |
| 1930 | Uruguay                                      | Nam Mỹ                                       | Uruguay                                      |
| 1934 | Ý                                            | Châu Âu                                      | Ý                                            |
| 1938 | Pháp                                         | Châu Âu                                      | Ý                                            |
| 1942 | Bị hủy bỏ vì chiến tranh thế giới thứ hai *1 | Bị hủy bỏ vì chiến tranh thế giới thứ hai *1 | Bị hủy bỏ vì chiến tranh thế giới thứ hai *1 |
| 1946 | Bị hủy bỏ vì chiến tranh thế giới thứ hai *1 | Bị hủy bỏ vì chiến tranh thế giới thứ hai *1 | Bị hủy bỏ vì chiến tranh thế giới thứ hai *1 |
| 1950 | Brasil                                       | Nam Mỹ                                       | Uruguay                                      |
| 1954 | Thụy Sĩ                                      | Châu Âu                                      | Đức                                          |
| 1958 | Thụy Điển                                    | Châu Âu                                      | Brasil                                       |
| 1962 | Chile                                        | Nam Mỹ                                       | Brasil                                       |
| 1966 | Anh                                          | Châu Âu                                      | Anh                                          |
| 1970 | México                                       | Bắc Mỹ                                       | Brasil                                       |
| 1974 | Đức                                          | Châu Âu                                      | Đức                                          |
| 1978 | Argentina                                    | Nam Mỹ                                       | Argentina                                    |
| 1982 | Tây Ban Nha                                  | Châu Âu                                      | Ý                                            |
| 1986 | México                                       | Bắc Mỹ                                       | Argentina                                    |
| 1990 | Ý                                            | Châu Âu                                      | Đức                                          |
| 1994 | Hoa Kỳ                                       | Bắc Mỹ                                       | Brasil                                       |
| 1998 | Pháp                                         | Châu Âu                                      | Pháp                                         |
| 2002 | Hàn Quốc · Nhật Bản                          | Châu Á                                       | Brasil                                       |
| 2006 | Đức                                          | Châu Âu                                      | Ý                                            |
| 2010 | Nam Phi                                      | Châu Phi                                     | Tây Ban Nha                                  |
| 2014 | Brasil                                       | Nam Mỹ                                       | Đức                                          |
| 2018 | Nga                                          | Châu Âu                                      | Pháp                                         |
| 2022 | Qatar                                        | Châu Á                                       | Argentina                                    |
| 2026 | Canada / México / Hoa Kỳ                     | Bắc Mỹ                                       | TBD                                          |
| 2030 | Maroc / Bồ Đào Nha / Tây Ban Nha             | Châu Phi Châu Âu                             | TBD                                          |
| 2034 | Ả Rập Xê Út                                  | Châu Á                                       | TBD                                          |

- 1. Trong năm 1942, Đức được dự kiến sẽ là nước chủ nhà, nhưng vì Chiến tranh thế giới thứ hai, Cúp Thế giới đã bị hủy bỏ.

## Kết quả của chủ nhà
Ngoại trừ năm 1934, các quốc gia chủ nhà được cấp một vị trí tự động trong trận chung kết Giải vô địch bóng đá thế giới. Chủ nhà đầu tiên không vượt qua vòng đầu tiên là Nam Phi trong năm 2010.  biểu thị kết quả tốt nhất trong lịch sử của đội tuyển, ‡ - kết quả tốt nhất tại thời điểm của cuộc thi (cải thiện sau này).
| Số TT | Năm  | Quốc gia chủ nhà | Kết quả          |
| ----- | ---- | ---------------- | ---------------- |
| 1     | 1930 | Uruguay          | Vô địch          |
| 2     | 1934 | Ý                | Vô địch          |
| 3     | 1938 | Pháp             | Tứ kết‡          |
| 4     | 1950 | Brasil           | Á quân‡          |
| 5     | 1954 | Thụy Sĩ          | Tứ kết†          |
| 6     | 1958 | Thụy Điển        | Á quân           |
| 7     | 1962 | Chile            | Hạng ba          |
| 8     | 1966 | Anh              | Vô địch          |
| 9     | 1970 | México           | Tứ kết†          |
| 10    | 1974 | Tây Đức          | Vô địch          |
| 11    | 1978 | Argentina        | Vô địch          |
| 12    | 1982 | Tây Ban Nha      | Vòng 2 (Top 12)‡ |
| 13    | 1986 | México           | Tứ kết†          |
| 14    | 1990 | Ý                | Hạng ba          |
| 15    | 1994 | Hoa Kỳ           | Vòng 16 đội      |
| 16    | 1998 | Pháp             | Vô địch          |
| 17    | 2002 | Hàn Quốc         | Hạng tư          |
| 17    | 2002 | Nhật Bản         | Vòng 16 đội†     |
| 18    | 2006 | Đức              | Hạng ba          |
| 19    | 2010 | Nam Phi          | Vòng bảng        |
| 20    | 2014 | Brasil           | Hạng tư          |
| 21    | 2018 | Nga              | Tứ kết           |
| 22    | 2022 | Qatar            | Vòng bảng        |
| 23    | 2026 | Canada           | TBD              |
| 23    | 2026 | México           | TBD              |
| 23    | 2026 | Hoa Kỳ           | TBD              |
| 24    | 2030 | Maroc            | TBD              |
| 24    | 2030 | Bồ Đào Nha       | TBD              |
| 24    | 2030 | Tây Ban Nha      | TBD              |
| 22    | 2034 | Ả Rập Xê Út      | TBD              |

## Giải vô địch bóng đá thế giới 1930
Đấu thầu:
- Hungary
- Ý
- Hà Lan
- Tây Ban Nha
- Thụy Điển
- Uruguay

Trước khi Đại hội FIFA có thể bỏ phiếu trên chủ nhà Giải vô địch bóng đá thế giới đầu tiên, một loạt các lần rút thăm đã dẫn đến cuộc bầu cử Uruguay. Hà Lan và Hungary đã rút lui, tiếp theo là Thụy Điển đã rút lui về ủng hộ Ý. Sau đó cả hai Ý và Tây Ban Nha đã rút lui, ủng hộ ứng cử viên duy nhất còn lại, Uruguay. Đại hội FIFA đã gặp nhau tại Barcelona, Tây Ban Nha vào ngày 18 tháng 5 năm 1929 để phê chuẩn quyết định này và Uruguay đã được lựa chọn mà không có phiếu bầu.
Kết quả:
1. Uruguay
2. Ý rút lui
3. Tây Ban Nha rút lui
4. Thụy Điển rút lui
5. Hà Lan rút lui
6. Hungary rút lui

Lưu ý rằng lễ kỷ niệm Cúp Thế giới đầu tiên trùng với kỷ niệm trăm năm của Hiến pháp đầu tiên của Uruguay. Vì lý do đó, sân vận động chính được xây dựng ở Montevideo cho Cúp Thế giới được đặt tên là Sân vận động Centenario.

## Giải vô địch bóng đá thế giới 1934
Đấu thầu:
- Ý
- Thụy Điển

Thụy Điển đã quyết định rút lui trước khi bỏ phiếu, cho phép ứng cử viên duy nhất còn lại Ý giành chức chủ nhà cho Cúp Thế giới 1934. Quyết định đã được phê chuẩn bởi Đại hội FIFA tại Stockholm, Thụy Điển và Zürich, Thụy Sĩ vào ngày 14 tháng 5 năm 1932. Liên đoàn bóng đá Ý được chấp nhận nhiệm vụ chủ nhà vào ngày 9 tháng 10 năm 1932.
Kết quả:
1. Ý
2. Thụy Điển rút lui

## Giải vô địch bóng đá thế giới 1938
Đấu thầu:
- Argentina
- Pháp
- Đức

Không có bất kỳ quốc gia nào rút hồ sơ dự thầu, Đại hội FIFA đã triệu tập tại Berlin, Đức vào ngày 13 tháng 8 năm 1936 để quyết định chủ nhà tiếp theo. Việc bầu cử ở Pháp chỉ có một lá phiếu, khi Pháp có hơn một nửa số phiếu bầu ở vòng đầu tiên.
Kết quả:
1. Pháp, 19 phiếu bầu
2. Argentina, 3 phiếu bầu
3. Đức, 1 phiếu bầu

## Các kỳ giải vô địch bóng đá thế giới 1942 và 1946 bị hủy bỏ
Đấu thầu cho năm 1942:
- Argentina
- Brasil
- Đức

Cuộc bầu cử FIFA của chủ nhà bị hủy bỏ cho Chiến tranh thế giới thứ hai nổ ra vào tháng 9 năm 1939.
Đấu thầu cho năm 1946:
- không có

## Giải vô địch bóng đá thế giới 1950 và 1954

### Đấu thầu năm 1949
Đấu thầu:
- Brasil

Brasil, Argentina và Đức đã đấu thầu chính thức cho Giải vô địch bóng đá thế giới 1942, nhưng Cúp này đã bị hủy bỏ sau khi Chiến tranh thế giới thứ II bùng nổ. Giải vô địch bóng đá thế giới 1950 được dự kiến ban đầu cho năm 1949, nhưng ngày sau khi Brasil được Đại hội FIFA đã lựa chọn vào ngày 26 tháng 7 năm 1946 tại thành phố Luxembourg, Luxembourg, Cúp Thế giới đã được dời lại vào năm 1950.
Kết quả:
1. Brasil

### Đấu thầu năm 1954
Đấu thầu:
- Thụy Sĩ

Nhiệm vụ chủ nhà Giải vô địch bóng đá thế giới 1954 đã được quyết định vào ngày 26 tháng 7 năm 1946, cùng ngày mà Brasil được lựa chọn cho Giải vô địch bóng đá thế giới 1949, tại thành phố Luxembourg. Vào ngày 27 tháng 7, Đại hội FIFA đã đẩy lùi vòng chung kết Giải vô địch bóng đá thế giới lần thứ 5 sau 3 năm, quyết định sẽ diễn ra vào năm 1954.
Kết quả:
1. Thụy Sĩ

## Giải vô địch bóng đá thế giới 1958
Đấu thầu:
- Thụy Điển

Argentina, Chile, México và Thụy Điển bày tỏ sự quan tâm đến việc chủ nhà giải đấu. Các đại biểu Thụy Điển đã vận động các quốc gia khác tại Đại hội FIFA tổ chức ở Rio de Janeiro xung quanh việc lễ khai mạc vòng chung kết Giải vô địch bóng đá thế giới 1950. Thụy Điển đã được trao giải đấu năm 1958 không được phản đối vào ngày 23 tháng 6 năm 1950.
Kết quả:
1. Thụy Điển

## Giải vô địch bóng đá thế giới 1962
Đấu thầu:
- Argentina
- Chile
- Tây Đức

Tây Đức đã rút lui trước khi bỏ phiếu, đã diễn ra tại Lisbon, Bồ Đào Nha vào ngày 10 tháng 6 năm 1956, để lại hai hồ sơ dự thầu còn lại. Trong một vòng bỏ phiếu, Chile đã thắng Argentina.
Kết quả:
1. Chile, 32 phiếu bầu
2. Argentina, 11 phiếu bầu
3. Tây Đức rút lui

## Giải vô địch bóng đá thế giới 1966
Đấu thầu:
- Anh
- Tây Đức
- Tây Ban Nha

Tây Ban Nha đã rút khỏi cuộc đấu thầu trước khi bỏ phiếu bởi Đại hội FIFA, được tổ chức tại Rome, Ý vào ngày 22 tháng 8 năm 1960. Một lần nữa, chỉ có một vòng bỏ phiếu, với Anh đã đánh bại Tây Đức.
Kết quả:
1. Anh, 34 phiếu bầu
2. Tây Đức, 27 phiếu bầu
3. Tây Ban Nha rút lui

## Giải vô địch bóng đá thế giới 1970
Đấu thầu:
- Argentina
- Úc
- Colombia
- Nhật Bản
- México
- Peru

Đại hội FIFA đã triệu tập tại Tokyo, Nhật Bản vào ngày 8 tháng 10 năm 1964. Một vòng bỏ phiếu đã chứng kiến México giành chiến thắng được nhiệm vụ chủ nhà trên Argentina.
Kết quả:
1. México, 56 phiếu bầu
2. Argentina, 32 phiếu bầu
3. Úc rút lui
4. Colombia rút lui
5. Nhật Bản rút lui
6. Peru rút lui

## Giải vô địch bóng đá thế giới 1974, 1978, 1982
Ba chủ nhà cho Giải vô địch bóng đá thế giới 1974, 1978 và 1982 đã được lựa chọn tại Luân Đôn, Anh vào ngày 6 tháng 7 năm 1966 bởi Đại hội FIFA. Tây Ban Nha và Tây Đức, cả hai đều phải đối mặt với nhau trong hoạt động cho nhiệm vụ chủ nhà Giải vô địch bóng đá thế giới 1974 và 1982, được đồng ý cho nhau một công việc chủ nhà. Đức đã rút khỏi quá trình đấu thầu năm 1982 trong khi Tây Ban Nha đã rút khỏi quá trình đấu thầu năm 1974, về cơ bản đảm bảo cho mỗi suất chủ nhà. México, người đã giành được đấu thầu chủ nhà năm 1970 trên Argentina chỉ hai năm trước, được đồng ý đã rút lui và để cho Argentina có vị trí chủ nhà năm 1978.

### Kết quả năm 1974
1. Tây Đức
2. Tây Ban Nha đã rút lại để đổi lấy nhiệm vụ chủ nhà 1982
3. Ý rút lui
4. Hà Lan rút lui

### Kết quả năm 1978
1. Argentina
2. Hà Lan rút lui
3. México đã rút lui, vì họ đã giành được chủ nhà cho Giải vô địch bóng đá thế giới 1970

### Kết quả năm 1982
1. Tây Ban Nha
2. Tây Đức đã rút lại để đổi lấy nhiệm vụ chủ nhà 1974
3. Ý rút lui

## Giải vô địch bóng đá thế giới 1986
Đấu thầu:
- Colombia

Bỏ phiếu chủ nhà, do Ban chấp hành FIFA (hoặc Exco) xử lý, đã gặp nhau tại Stockholm vào ngày 9 tháng 6 năm 1974 và phê chuẩn đấu thầu Colombia không phản đối.
Kết quả:
1. Colombia

Tuy nhiên, Colombia đã rút lui sau khi được lựa chọn chủ nhà Giải vô địch bóng đá thế giới cho các vấn đề tài chính vào ngày 5 tháng 11 năm 1982, chưa đầy bốn năm trước khi sự kiện này đã được bắt đầu. Một cuộc gọi cho hồ sơ dự thầu đã được gửi đi một lần nữa, và FIFA đã nhận được ý định từ ba quốc gia:
- Canada
- México
- Hoa Kỳ

Tại Zürich vào ngày 20 tháng 5 năm 1983, Mexico đã thắng cuộc đấu thầu nhất trí khi được bầu bởi Ban điều hành, lần đầu tiên trong lịch sử đấu thầu Giải vô địch bóng đá thế giới (ngoại trừ những quốc gia không phản đối đấu thầu).
Kết quả:
1. México unanimous vote
2. Hoa Kỳ 0 phiếu bầu
3. Canada 0 phiếu bầu

## Giải vô địch bóng đá thế giới 1990
Đấu thầu:
- Áo
- Anh
- Pháp
- Hy Lạp
- Iran
- Ý
- Liên Xô
- Tây Đức
- Nam Tư

Ngoại trừ Ý và Liên Xô, tất cả các quốc gia đã rút lui trước khi bỏ phiếu, được thực hiện bởi Exco ở Zürich vào ngày 19 tháng 5 năm 1984. Một lần nữa, chỉ có một vòng bỏ phiếu được yêu cầu, khi Ý giành được phiếu nhiều hơn Liên Xô.
Kết quả:
1. Ý, 11 phiếu bầu
2. Liên Xô, 5 phiếu bầu
3. Áo rút lui
4. Anh rút lui
5. Pháp rút lui
6. Hy Lạp rút lui
7. Iran rút lui
8. Tây Đức rút lui
9. Nam Tư rút lui

## Giải vô địch bóng đá thế giới 1994
Đấu thầu:
- Brasil
- Maroc
- Hoa Kỳ
- Chile

Mặc dù có ba quốc gia đấu thầu, bỏ phiếu chỉ mất một vòng. Cuộc bỏ phiếu này được tổ chức tại Zürich (lần thứ ba liên tiếp) vào ngày 4 tháng 7 năm 1988. Hoa Kỳ đã đạt được đa số phiếu bầu của các thành viên Exco.
Kết quả:
1. Hoa Kỳ, 10 phiếu bầu
2. Maroc, 7 phiếu bầu
3. Brasil, 2 phiếu bầu
4. Chile rút lui

## Giải vô địch bóng đá thế giới 1998
Đấu thầu:
- Anh
- Pháp
- Đức
- Maroc
- Thụy Sĩ

Cuộc bỏ phiếu này được tổ chức tại Zürich lần thứ tư liên tiếp vào ngày 1 tháng 7 năm 1992. Chỉ có một vòng bỏ phiếu đã được yêu cầu để Pháp có thể đảm nhận công việc chủ nhà trên Maroc.
Kết quả:
1. Pháp, 12 phiếu bầu
2. Maroc, 7 phiếu bầu
3. Thụy Sĩ rút lui
4. Anh rút lui
5. Đức rút lui

## Giải vô địch bóng đá thế giới 2002
Đấu thầu:
- Hàn Quốc/ Nhật Bản
- México

Vào ngày 31 tháng 5 năm 1996, cuộc họp tuyển chọn chủ nhà được tổ chức tại Zürich lần thứ năm liên tiếp. Một cuộc đấu thầu chung được hình thành giữa Nhật Bản và Hàn Quốc, và đấu thầu này đã "được bỏ phiếu bởi acclamation", một cuộc bỏ phiếu bằng miệng mà không có lá phiếu. Đấu thầu chung đầu tiên của Giải vô địch bóng đá thế giới đã được phê duyệt, vượt qua México.
Kết quả:
1. Hàn Quốc/ Nhật Bản (đấu thầu chung, được bình chọn bởi acclamation)
2. México

## Giải vô địch bóng đá thế giới 2006
Đấu thầu:
- Brasil
- Anh
- Đức
- Maroc
- Nam Phi

Vào 6 tháng 7 năm 2000, cuộc họp lựa chọn chủ nhà đã được tổ chức lần thứ sáu liên tiếp tại Zürich. Brazil đã rút lại giá thầu ba ngày trước cuộc bỏ phiếu và lĩnh vực này bị thu hẹp xuống còn bốn. Đây là cuộc tuyển chọn đầu tiên cần nhiều hơn một vòng bỏ phiếu. Cuối cùng cần ba phiếu bầu. Đức ít nhất đã bị dẫn trước trong mỗi ba phiếu bầu, và cuối cùng đã đánh bại Nam Phi chỉ với một phiếu sau khi bỏ phiếu trắng (xem bên dưới).
| Quốc gia         | Bỏ phiếu | Bỏ phiếu | Bỏ phiếu |
| Quốc gia         | Vòng 1   | Vòng 2   | Vòng 3   |
| ---------------- | -------- | -------- | -------- |
| Đức              | 10       | 11       | 12       |
| Nam Phi          | 6        | 11       | 11       |
| Anh              | 5        | 2        | Bị loại  |
| Maroc            | 2        | Bị loại  | Bị loại  |
| Tổng số bỏ phiếu | 23       | 24       | 23       |

## Giải vô địch bóng đá thế giới 2010
Đấu thầu:
- Ai Cập
- Maroc
- Nigeria
- Nam Phi
- Tunisia /  Libya

| Nam Phi          | 14      |
| Maroc            | 10      |
| Ai Cập           | 0       |
| Tunisia / Libya  | Rút lui |
| Nigeria          | Rút lui |
| Tổng số bỏ phiếu | 24      |

## Giải vô địch bóng đá thế giới 2014
Đấu thầu:
- Argentina
- Brasil
- Colombia

Kết quả:
| Nhà đấu thầu | Bỏ phiếu | Bỏ phiếu |
| Nhà đấu thầu | Vòng 1   | Vòng 2   |
| ------------ | -------- | -------- |
| Brasil       | N/A      | N/A      |
| Argentina    |          | Rút lui  |
| Colombia     |          | Rút lui  |

## Giải vô địch bóng đá thế giới 2018 và 2022
| Đấu thầu năm 2018: - Bỉ / Hà Lan - Anh - Tây Ban Nha / Bồ Đào Nha - Nga | Đấu thầu năm 2022: - Úc - Nhật Bản - Hàn Quốc - Qatar - Hoa Kỳ |

FIFA đã thông báo vào ngày 29 tháng 10 năm 2007 rằng họ sẽ không tiếp tục chính sách xoay vòng lục địa, được thực hiện sau cuộc tuyển chọn chủ nhà World Cup 2006. Chính sách lựa chọn chủ nhà mới nhất là bất kỳ quốc gia nào cũng có thể đấu thầu đăng cai World Cup, với điều kiện là liên đoàn lục địa của họ không tổ chức một trong hai kỳ World Cup trước đây. Đối với quá trình đấu thầu World Cup 2018, điều này có nghĩa là các cuộc đấu thầu từ Châu Phi và Nam Mỹ không được phép.
| Quốc gia                 | Bỏ phiếu | Bỏ phiếu |
| Quốc gia                 | Vòng 1   | Vòng 2   |
| ------------------------ | -------- | -------- |
| Nga                      | 9        | 13       |
| Tây Ban Nha / Bồ Đào Nha | 7        | 7        |
| Hà Lan / Bỉ              | 4        | 2        |
| Anh                      | 2        | Bị loại  |
| Tổng số bỏ phiếu         | 22       | 22       |

| Quốc gia         | Bỏ phiếu | Bỏ phiếu | Bỏ phiếu | Bỏ phiếu |
| Quốc gia         | Vòng 1   | Vòng 2   | Vòng 3   | Vòng 4   |
| ---------------- | -------- | -------- | -------- | -------- |
| Qatar            | 11       | 10       | 11       | 14       |
| Hoa Kỳ           | 3        | 5        | 6        | 8        |
| Hàn Quốc         | 4        | 5        | 5        | Bị loại  |
| Nhật Bản         | 3        | 2        | Bị loại  | Bị loại  |
| Úc               | 1        | Bị loại  | Bị loại  | Bị loại  |
| Tổng số bỏ phiếu | 22       | 22       | 22       | 22       |

## Giải vô địch bóng đá thế giới 2026
Đấu thầu:
- Canada /  México /  Hoa Kỳ
- Maroc

| Quốc gia                 | Bỏ phiếu | Bỏ phiếu |
| Quốc gia                 | Vòng 1   |          |
| ------------------------ | -------- | -------- |
| Canada / México / Hoa Kỳ | 134      |          |
| Maroc                    | 65       |          |
| Không có đấu thầu        | 1        |          |
| Tổng số bỏ phiếu         | 200      |          |

## Giải vô địch bóng đá thế giới 2030
Đấu thầu:
- CAF/UEFA:

-  Maroc,  Bồ Đào Nha và  Tây Ban Nha

- CONMEBOL:
  -  Uruguay /  Argentina /  Paraguay /  Chile[8][9][10][11][12][13][14]

| Quốc gia                                                       | Bỏ phiếu |
| Quốc gia                                                       | Vòng 1   |
| -------------------------------------------------------------- | -------- |
| Maroc, Bồ Đào Nha, Tây Ban Nha, Argentina, Paraguay và Uruguay | 37       |
| Không có đối thủ                                               | 0        |
| Tổng số bỏ phiếu                                               | 37       |

## Giải vô địch bóng đá thế giới 2034
Bày tỏ sự quan tâm trong đấu thầu:
- AFC:
  -  Brunei,  Campuchia,  Indonesia,  Lào,  Malaysia,  Myanmar,  Philippines,  Singapore,  Thái Lan và  Việt Nam[15][16][17][15][16][17]
  -  Trung Quốc,  Nhật Bản,  CHDCND Triều Tiên và  Hàn Quốc[18]
- AFC-OFC
  -  Úc và  New Zealand
- AFC-UEFA
  -  Kazakhstan và  Uzbekistan

## Tổng số đấu thầu theo quốc gia
Các đấu thầu giành chiến thắng tại Cúp Thế giới được in đậm. Các đấu thầu dự kiến nhưng chưa chính thức cho năm 2030 và cao hơn không được bao gồm.
| Quốc gia    | Đấu thầu | Các năm                                        | Số lần đấu thầu |
| ----------- | -------- | ---------------------------------------------- | --------------- |
| Đức         | 8        | 1938, 1962, 1966, 1974, 1982, 1990, 1998, 2006 | 2               |
| Argentina   | 5        | 1938, 1962, 1970, 1978, 2014, 2030             | 2               |
| Anh         | 5        | 1966, 1990, 1998, 2006, 2018                   | 1               |
| Ý           | 5        | 1930, 1934, 1974, 1982, 1990                   | 2               |
| México      | 5        | 1970, 1978, 1986, 2002, 2026                   | 3               |
| Maroc       | 5        | 1994, 1998, 2006, 2010, 2026, 2030             | 1               |
| Tây Ban Nha | 5        | 1930, 1966, 1974, 1982, 2018, 2030             | 2               |
| Brasil      | 4        | 1950, 1994, 2006, 2014                         | 2               |
| Colombia    | 4        | 1970, 1978, 1986, 2014                         | 1               |
| Hoa Kỳ      | 4        | 1986, 1994, 2022, 2026                         | 2               |
| Pháp        | 3        | 1938, 1990, 1998                               | 2               |
| Nhật Bản    | 3        | 1970, 2002, 2022                               | 1               |
| Hà Lan      | 3        | 1930, 1974, 2018                               | 0               |
| Thụy Điển   | 3        | 1930, 1934, 1958                               | 1               |
| Úc          | 2        | 2018, 2022                                     | 0               |
| Canada      | 2        | 1986, 2026                                     | 1               |
| Chile       | 2        | 1962, 1994                                     | 1               |
| Bồ Đào Nha  | 2        | 2018, 2030                                     | 1               |
| Nga         | 2        | 1990, 2018                                     | 1               |
| Nam Phi     | 2        | 2006, 2010                                     | 1               |
| Hàn Quốc    | 2        | 2002, 2022                                     | 1               |
| Thụy Sĩ     | 2        | 1954, 1998                                     | 1               |
| Uruguay     | 2        | 1930, 2030                                     | 2               |
| Áo          | 1        | 1990                                           | 0               |
| Bỉ          | 1        | 2018                                           | 0               |
| Ai Cập      | 1        | 2010                                           | 0               |
| Hy Lạp      | 1        | 1990                                           | 0               |
| Hungary     | 1        | 1930                                           | 0               |
| Iran        | 1        | 1990                                           | 0               |
| Libya       | 1        | 2010                                           | 0               |
| Nigeria     | 1        | 2010                                           | 0               |
| Paraguay    | 1        | 2030                                           | 1               |
| Peru        | 1        | 1970                                           | 0               |
| Qatar       | 1        | 2022                                           | 1               |
| Ả Rập Xê Út | 1        | 2034                                           | 1               |
| Tunisia     | 1        | 2010                                           | 0               |
| Nam Tư      | 1        | 1990                                           | 0               |

1. ↑  This vote was exclusive to the FIFA Council.
2. 1 2 3 4 5  Đấu thầu bởi Tây Đức, được sáp nhập với Đông Đức vào năm 1990 để trở thành nước Đức thống nhất.
3. 1 2 3
4. 1 2  Colombia ban đầu được chọn đăng cai World Cup 1986, nhưng đã rút khỏi đăng cai vì những lo ngại về kinh tế. Sau lần đấu thầu thứ hai, Mexico được chọn làm chủ nhà thay thế.
5. 1 2 3  Đấu thầu chung của Canada, México và Hoa Kỳ.
6. 1 2 3
7. 1 2  Đấu thầu chung của Bồ Đào Nha và Tây Ban Nha.
8. 1 2  Đấu thầu chung của Nhật Bản và Hàn Quốc.
9. 1 2  Đấu thầu chung của Bỉ và Hà Lan.
10. 1 2  Đấu thầu chung của Libya và Tunisia.
11. Đấu thầu chung của Argentina, Paraguay và Uruguay.
12. Đấu thầu chung của Maroc, Tunisia và Algérie.
13. Đấu thầu chung của Maroc, Tây Ban Nha và Bồ Đào Nha.

## Thành tích quốc gia chủ nhà
Nhiều người cho rằng sân nhà là một lợi thế ở World Cup, với đội chủ nhà thường có thành tích trên mức trung bình. Trong số tám quốc gia đã vô địch giải đấu, ngoại trừ Brasil và Tây Ban Nha, những nước còn lại đều có một lần vô địch khi làm chủ nhà, trong đó Anh giành chức vô địch duy nhất tính đến nay trên sân nhà vào năm 1966. Hơn nữa, Thụy Điển đã có trận chung kết duy nhất với tư cách là chủ nhà của giải đấu năm 1958. Chỉ có Thụy Điển và Brasil là hai quốc gia giành vị trí á quân trên sân nhà. Các nước chủ nhà đã lọt vào vòng bán kết 13 lần trong tổng số 22 giải đấu được tổ chức cho đến nay. Chile và Hàn Quốc là hai quốc gia kết thúc ở vị trí thứ 4 trên sân nhà, lần lượt vào các năm 1962 và 2002. Nam Phi năm 2010 và Qatar năm 2022 là hai quốc gia chủ nhà không vượt qua được vòng bảng.
| #  | Thành tích  | Đội tuyển   | Năm  | ST | T | H | B | Thắng% | BT | BB | HS | HS/Tr | BT/Tr |
| -- | ----------- | ----------- | ---- | -- | - | - | - | ------ | -- | -- | -- | ----- | ----- |
| 1  | Vô địch     | Uruguay     | 1930 | 4  | 4 | 0 | 0 | 100%   | 15 | 3  | 12 | 3     | 3.8   |
| 2  | Vô địch     | Pháp        | 1998 | 7  | 6 | 1 | 0 | 93%    | 15 | 2  | 13 | 1.9   | 2.1   |
| 3  | Vô địch     | Anh         | 1966 | 6  | 5 | 1 | 0 | 92%    | 11 | 3  | 8  | 1.3   | 1.8   |
| 4  | Vô địch     | Ý           | 1934 | 5  | 4 | 1 | 0 | 90%    | 12 | 3  | 9  | 1.8   | 2.4   |
| 5  | Vô địch     | Tây Đức     | 1974 | 7  | 6 | 0 | 1 | 86%    | 13 | 4  | 9  | 1.3   | 1.9   |
| 6  | Vô địch     | Argentina   | 1978 | 7  | 5 | 1 | 1 | 79%    | 15 | 4  | 9  | 1.3   | 2.1   |
| 7  | Á quân      | Brasil      | 1950 | 6  | 4 | 1 | 1 | 75%    | 22 | 6  | 16 | 2.7   | 3.7   |
| 8  | Á quân      | Thụy Điển   | 1958 | 6  | 4 | 1 | 1 | 75%    | 12 | 7  | 5  | 0.8   | 2     |
| 9  | Hạng ba     | Ý           | 1990 | 7  | 6 | 1 | 0 | 93%    | 10 | 2  | 8  | 1.1   | 1.4   |
| 10 | Hạng ba     | Đức         | 2006 | 7  | 5 | 1 | 1 | 79%    | 14 | 6  | 8  | 1.1   | 2     |
| 11 | Hạng ba     | Chile       | 1962 | 6  | 4 | 0 | 2 | 67%    | 10 | 8  | 2  | 0.33  | 1.3   |
| 12 | Hạng tư     | Hàn Quốc    | 2002 | 7  | 3 | 2 | 2 | 57%    | 8  | 6  | 2  | 0.3   | 1.1   |
| 13 | Hạng tư     | Brasil      | 2014 | 7  | 3 | 2 | 2 | 57%    | 11 | 14 | −3 | −0.4  | 1.57  |
| 14 | Tứ kết      | Nga         | 2018 | 5  | 2 | 2 | 1 | 60%    | 11 | 7  | 4  | 0.8   | 2.2   |
| 15 | Tứ kết      | México      | 1986 | 5  | 3 | 2 | 0 | 80%    | 6  | 2  | 4  | 0.8   | 1.2   |
| 16 | Tứ kết      | México      | 1970 | 4  | 2 | 1 | 1 | 63%    | 6  | 4  | 2  | 0.5   | 1.5   |
| 17 | Tứ kết      | Thụy Sĩ     | 1954 | 4  | 2 | 0 | 2 | 50%    | 11 | 11 | 0  | 0     | 2.8   |
| 18 | Tứ kết      | Pháp        | 1938 | 2  | 1 | 0 | 1 | 50%    | 4  | 4  | 0  | 0     | 2     |
| 19 | Vòng 2      | Tây Ban Nha | 1982 | 5  | 1 | 2 | 2 | 40%    | 4  | 5  | −1 | −0.2  | 0.8   |
| 20 | Vòng 16 đội | Nhật Bản    | 2002 | 4  | 2 | 1 | 1 | 63%    | 5  | 3  | 2  | 0.5   | 1.25  |
| 21 | Vòng 16 đội | Hoa Kỳ      | 1994 | 4  | 1 | 1 | 2 | 38%    | 3  | 4  | −1 | −0.3  | 0.8   |
| 22 | Vòng bảng   | Nam Phi     | 2010 | 3  | 1 | 1 | 1 | 50%    | 3  | 5  | −2 | −0.7  | 1     |
| 23 | Vòng bảng   | Qatar       | 2022 | 3  | 0 | 0 | 3 | 0%     | 1  | 7  | −6 | −2    | 0.33  |

- Thắng% → Mỗi trận hòa được tính là một nửa thắng. Trận thắng trên loạt đá luân lưu được tính là trận hòa.